# Johann Kempen

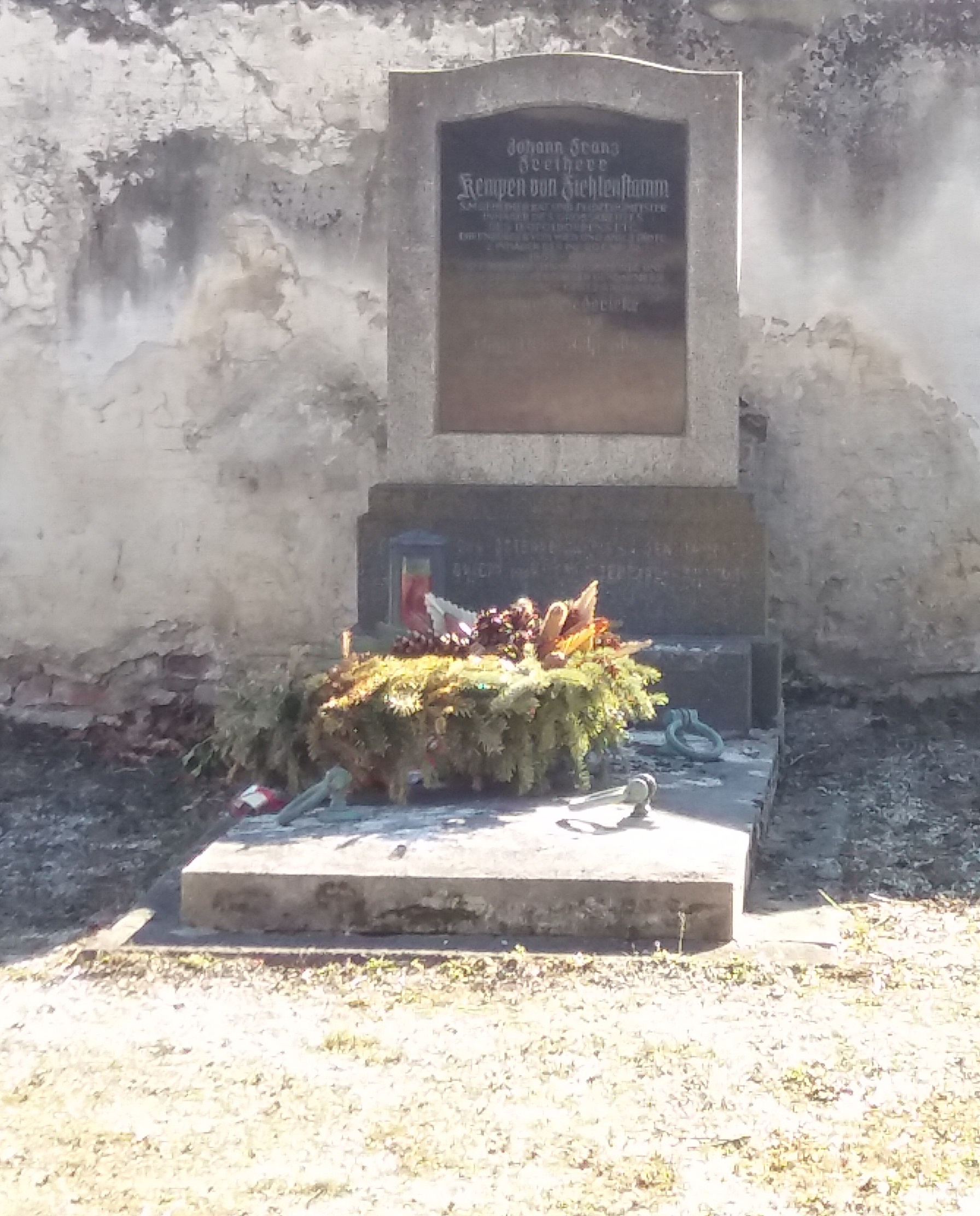
Síremléke Bécsújhelyen

Johann Franz Kempen von Fichtenstamm báró (Pardubitz, 1793. június 26. – Schwarzau, 1863. november 29.) A Császári-Királyi Hadsereg (Kaiserlich-Königliche Armee) főtisztje, császári-királyi altábornagy (k.k. Feldmarschallleutnant).
Ő adott parancsot Batthyány Lajos magyar miniszterelnök  halálos ítéletének akasztás helyett golyó általi végrehajtására. Ferenc József császár 1849-ben Haynau ajánlására Kempent nevezte ki annak a csendőrségnek az általános felügyelőjének, amit később jelentősen megerősített. Szerepet játszott a Szent Korona megtalálásában is, ebben fő segítője Wargha István nevű ügynöke volt. A szabadságharc utáni „önkényuralmi korszakot” általában Alexander Bach nevéhez kötik, ám mivel Bach hivatalától a rendőri ügyeket megvonták, és a legfelsőbb rendőrhatósági tisztséget Kempen töltötte be, a Bach-korszak valójában Kempen-korszak volt.
Az 1849.évi magyarországi forradalommal járó bűncselekmények és gonosztettek közt nagyságát és a gazság megnyilatkozási formáját tekintve egy sem volt kiemelkedőbb, a forradalmárok lelkületére egy sem volt jellemzőbb, mint a magyar koronázási jelvények elrablása és megszentségtelenítése. Szent Istvánnak, Magyarország első keresztény uralkodójának és az első királyának a koronáját mindig az ország legdrágább kincseként, a nép és jog szerinti uralkodója közös birtokaként, valóságos nemzeti ereklyeként tisztelték, az uralkodó és a nép a megbecsülés minden külső jegyével és lelkiismeretes gonddal óvta és övezte. Szent István koronája, amit tiszteletre méltóvá tesz már csak az is, hogy a korai századokból épen megmaradt emléktárgy, a kereszténység bevezetésének és az ország királysági rangra emelésének emlékjele; melynek jelentőségét az adja, hogy a nép és törvényes fejedelme bensőséges kapcsolatának jelképe, amelyet az egyház feje szentelt meg, és melyet a nép vallásos lelkülete egy szent ereklyeként kiváltképpen tisztel, mindig hatalmas varázst gyakorol Magyarország minden néptörzsének és társadalmi osztályának kedélyére, és olyan lelkes hódolat tárgya volt, amilyenre más európai országokban alig lehet példát találni. A magyar forradalom vezetőinek gátlástalanságát és elvetemültségét semmi sem világítja meg élesebb fénnyel, mint az a mód, ahogy az országnak ezzel a kincsével bántak.[...] Kossuth, akinek bűnös szelleme lázadásra tüzelte hazáját, az országnak azokra a kincseire is rátette szentségtelen kezét, amelyeket hajdan Szent István viselt; és amikor ez a felségáruló, az isteni igazságszolgáltatástól utolérve, kénytelen volt elmenekülni és a hitetleneknél keresni menedéket, eltüntek ezek a drágaságok is.
1851-től,  Ludwig Welden von Hartmann báró nyugdíjba vonulása után ő lett Bécs katonai kormányzója. Tisztségét 1859-ig töltötte be. Ezután a legfelsőbb rendőrségi hatóság főnöke lett. A naplója ennek a korszaknak értékes tanúsítványa, mely a mai tudósoknak is segített tájékozódni a múlt kutatásában.
1855. december 21-én Pest város díszpolgári oklevelet adományozott Johann Kempen von Fichtenstammnak.